# Good-bye, Emmanuelle
Pour les articles homonymes, voir Goodbye Emmanuelle.
Série Emmanuelle
Emmanuelle l'antivierge
(1975) Emmanuelle 4
(1984)
Pour plus de détails, voir Fiche technique et Distribution.
Good-bye, Emmanuelle est un film français réalisé par François Leterrier sorti en 1977.  
Il s'agit du troisième volet de la série de films érotiques Emmanuelle, mais le film est aussi connu pour sa bande-son composée par Serge Gainsbourg. Toutefois, le film n'obtient pas le même succès que le premier épisode sorti en 1974.

## Synopsis
Emmanuelle et Jean déménagent aux Seychelles, où elle le quitte. Le couple se déchire malgré ce changement de vie idyllique.

## Fiche technique
- Titre : Good-bye, Emmanuelle
- Réalisation : François Leterrier
- Scénario : Emmanuelle Astier, Monique Lange et François Leterrier, d'après le roman d'Emmanuelle Arsan
- Photographie : Jean Badal
- Montage : Marie-Josèphe Yoyotte
- Musique : Serge Gainsbourg
- Son : Bernard Bats
- Décors : François de Lamothe
- Directeur de production : Michel Choquet
- Producteur : Yves Rousset-Rouard
- Sociétés de production : Parafrance, Trinacra Films
- Sociétés de distribution : Parafrance
- Studios : Paris-Studios-Cinéma (Studios de Billancourt)
- Pays d'origine :  France
- Langue : Français
- Année : 1977
- Format : couleur (Eastmancolor) — 35 mm — 2,35:1 — Son : Mono
- Genre : drame, érotique
- Durée : 100 minutes
- Dates de sortie en salles :   
  -  Allemagne de l'Ouest : 14 octobre 1977
  -  France : juin 1978
- Film interdit aux moins de 16 ans lors de sa sortie en salles en France

## Distribution
- Sylvia Kristel (voix doublée par Brigitte Morisan) : Emmanuelle
- Umberto Orsini : Jean
- Jean-Pierre Bouvier : Gregory
- Olga Georges-Picot : Florence
- Alexandra Stewart : Dorothée
- Jacques Doniol-Valcroze
- Greg Germain
- Bob Asklöf : le Suédois